# Sustav federalnih rezervi
FED (Federal Reserve District) ili Sustav federalnih rezervi je privatna institucija koja je ovlaštena za regulaciju i kontrolu financijskih i monetarnih institucija i tržišta u SAD-u.
Utemeljen je 1913. godine Zakonom o FED-u. Isprva nije bio dobro prihvaćen jer je smatran oblikom centralizirane vlasti. U to vrijeme SAD-om su vladali bankovni bankroti, gubitci deponenata, a 1907. bili su toliko izraženi da je potreba za stvaranjem središnje banke bila neminovna.
U vrijeme kad je osnovan FED, većina zemalja već je imala emisijsku banku (Engleska i Švedska od 17. stoljeća), ali su te banke bile različitog porijekla od FED-a. Te su banke bile privatne i bavile su se financiranjem problema kraljeva, da bi se tijekom vremena razvile u moderne emisijske banke, te postale javne institucije. FED je konstituiran u emisijsku banku koja vodi monetarnu politiku SAD-a decentralizirano koliko god je to moguće.

## Organizacija FED-a

#### Vijeće guvernera
Ima 7 članova sa sjedištem u Washingtonu. Imenuje ih predsjednik SAD-a u dogovoru sa Senatom na četrnaestogodišnji mandat. Jedan od članova Vijeća ujedno je i predsjednik Vijeća.

#### Regionalne banke federalne rezerve
Ima 12 banaka, a svaka za jedan distrikt. Njujorška federalna banka ima posebnu ulogu jer primjenjuje neke od najznačajnijih odluka monetarne politike.

#### Federalni komitet otvorenog tržišta
On kreira politiku FED-a. Formiraju ga predsjednik Vijeća guvernera, 6 članova Vijeća guvernera, predsjednik federalne rezervne banke New Yorka i 4 ostala regionalna FED-a.

## Instrumenti FED-a

#### Obvezna rezerva
Sve depozitne institucije u SAD-u moraju držati obveznu rezervu pri FED-u, a stopu obvezne rezerve određuje Vijeće guvernera.

#### Diskontna stopa
To je kamatna stopa po kojoj se FED obvezuje posuditi rezerve komercijalnim bankama. U konkretnom slučaju to znači da povećanjem diskontne stope FED poskupljuje posudbe komercijalnim bankama, i na taj način komercijalne banke daju manje zajmova i povećavaju kamatnu stopu. Vrijedi i obrnuto.

#### Operacije otvorenog tržišta
Predstavljaju kupovinu ili prodaju američkih državnih vrijednosnica kojima FED utječe na novčanu posudbu. Ako FED prodaje državne vrijednosnice plaćaju se bankovnim depozitima i rezervama, te se stvaraju složeni monetarni kreditni uvjeti, banke smanjuju rezervu, manje posuđuju novac i podižu kamatnu stopu. Ako FED kupuje državne vrijednosnice, plaća ih dodanim rezervama banaka, te tako poboljšava kreditne uvjete. Dodatnim rezervama banke povećavaju svoje posudbe, kredite i smanjuju kamatnu stopu.

## Vanjske povezice
- FED (FRB) i John Fitzgerald Kennedy  Arhivirana inačica izvorne stranice od 6. studenoga 2008. (Wayback Machine) (engl.)
- FED (FRB i Louis T. McFadden) (engl.)
- Principi poslovanja FED   Arhivirana inačica izvorne stranice od 11. prosinca 2008. (Wayback Machine) (engl.)
- Principi poslovanja FED - na engleskom
- Tajne FED-a , Eustace Mullins  Arhivirana inačica izvorne stranice od 4. ožujka 2008. (Wayback Machine) (engl.)